# Garton on the Wolds
Garton on the Wolds, ook Garton, is een civil parish in het bestuurlijke gebied East Riding of Yorkshire, in het Engelse graafschap East Riding of Yorkshire met 348 inwoners.